# Darren Eadie
Darren Malcolm Eadie (Chippenham, 10 giugno 1975) è un ex calciatore e allenatore di calcio inglese, di ruolo centrocampista.

## Carriera
A livello di club ha militato per sei anni nel Norwich City e per quattro nel Leicester City.
Ha giocato con la Nazionale inglese Under 21, disputando 7 partite e segnando due reti.
Nel 1997 fu inserito fra i pre-convocati del Torneo di Francia con la Nazionale maggiore di Glenn Hoddle, ma un infortunio ne impedì la partecipazione alla manifestazione e il possibile esordio.